# Балыкты (Костанайский район)
Балыкты (каз. Балықты) — село в Костанайском районе Костанайской области Казахстана. Входит в состав Белозёрского сельского округа. Находится примерно в 47 км к юго-западу от центра города Костаная. Код КАТО — 395435200.

## Население
В 1999 году население села составляло 345 человек (173 мужчины и 172 женщины). По данным переписи 2009 года, в селе проживало 297 человек (141 мужчина и 156 женщин).